# 피라냐 3DD
피라냐 3DD(Piranha 3DD)는 2012년 개봉한 미국의 공포 코미디 영화이다.

## 스토리
더욱 짜릿하게 돌아왔다!
빅토리아 호수에서 깨어난 3초에 모든 것을 먹어 치우는 피라냐들!! 더욱 난폭해진 그들은 이번에는 막 개장해서 여름을 즐기는 사람들로 가득 찬 워터 파크로 향한다. 무방비 상태에 놓인 사람들은 놈들의 기습에 당하고 다시 한번 흉폭한 파티가 시작되는데……

## 출연
- 대니엘 패너베이커 - 매디 (Maddy)
- 맷 부시 - 배리 (Barry)
- 데이비드 케크너 - 쳇 (Chet)
- 크리스 질카 - 카일 (Kyle)
- 카트리나 보든 - 셸비 (Shelby)
- 게리 부시 - 클레이턴 (Clayton)
- 크리스토퍼 로이드 - 미스터 굿맨 (Mr. Goodman)